# Sveti Vlas
Sveti Vlas (bulgariska: Свети Влас) är ett distrikt och en ort i regionen Burgas i östra Bulgarien. Orten ligger i kommunen Nesebăr vid svartahavskusten, i den norra delen av Burgasbukten. På senare tid har orten växt som turistort. 